# 4-Pfünder-Feldkanone C/67
Die 4-Pfünder-Feldkanone C/67 war eine preußische Feldkanone, die 1867 eingeführt und im Deutsch-Französischen Krieg eingesetzt wurde. Sie war das Nachfolgemodell zur 4-Pfünder-Feldkanone C/64. Aufgrund des Versagens einiger 4-Pfünder C/64 im Krieg 1866 sah man sich in Preußen gezwungen, einen Ersatztyp zu beschaffen, und so entstand die 4-Pfünder-Feldkanone C/67. Die korrekte Bezeichnung für das Geschütz lautete: gezogener Gussstahl 4-Pfünder C/67 oder im militärischen Schriftverkehr: gez. Gussstahl 4pfdr. 1871 wurde im Rahmen einer Neuorganisation die Typenbezeichnung geändert in: „8 cm Stahlkanone C/67“. Eine alternative Bezeichnung ist C/64/67.

## Geschichte
Im Krieg 1866 waren einige der 4-Pfünder-Feldkanonen C/64 ohne vorherige Anzeichen und ohne einen feststellbaren Materialfehler ausgefallen. Manchem Verantwortlichen in Preußen schien dadurch eine absolute Garantie für die dauernde Haltbarkeit des Gussstahles nicht gegeben zu sein. Auf Grund dieses wiederholt gegen den Gussstahl ausgesprochenen Misstrauens hielt es die General-Inspektion der Artillerie für erforderlich, die Herstellung von gezogenen bronzenen Feldgeschützrohren anzuordnen. Im Oktober 1866 wurde dann auch die Artillerie-Prüfungs-Kommission (APK) beauftragt, mit der höchsten Beschleunigung die Konstruktion eines gezogenen bronzenen 9-cm-Rohres durchzuführen. Mit diesem Rohr wurden nach der Fertigstellung im folgenden Jahr umfassende Versuche durchgeführt.
Unabhängig von dieser Entwicklung wurde die Vollendung der Neubewaffnung der preußischen Artillerie mit den Krupp’schen Gussstahlrohren weitergeführt. Noch am 6. November 1866 wurde durch eine allerhöchste Kabinettsorder die eiligste Einführung des 4-Pfünders auch für die reitende Artillerie angeordnet.
Unterdessen forschte eine Untersuchung nach der Ursache des Zerspringens einiger 4-Pfünder-Feldkanonen C/64. Auf der anderen Seite gab es mit der 6-Pfünder-Feldkanone C/61, welche ebenfalls ein Rohr aus Gussstahl hatte, aber mit einem Kolbenverschluss und nicht dem Wesener’schen Keilverschluss ausgestattet war, keine Probleme. Es stellte sich heraus, dass der Fehler nicht im Material, sondern in der Konstruktion des Keillochs des Verschlusses lag. Das Geschützrohr wurde dementsprechend geändert und als C/67 bezeichnet. Bei Geschützen mit dem neuen Rohr kam es zu keinem Rohrzerspringer. Als vertrauensbildende Maßnahme sollten sich Offiziere in der Firma Krupp vor Ort von der sachgemäßen Produktion der Gussstahlrohre überzeugen. Da die Offiziere jedoch eine gleichmäßige Produktion anzweifelten, blieb auch das Misstrauen gegen Gussstahlrohre erhalten.
Die Feuertaufe dieses Geschütztyps fand im Deutsch-Französischen Krieg 1870–1871 statt. Speziell bei der Schlacht von Sedan zeigte sich, dass eine hohe Kadenz (bis zu zehn Schuss pro Minute) zusammen mit einer großen Reichweite bei guter Trefferleistung eine verheerende Wirkung erzeugte. Bei seiner anschließenden Gefangennahme äußerte der französische Kaiser Napoleon III. gegenüber Wilhelm I.: « C'est votre artillerie, Sire, qui a gagné la campagne. » (deutsch: „Es war Eure Artillerie, Majestät, die den Feldzug gewann.“)

## Technik

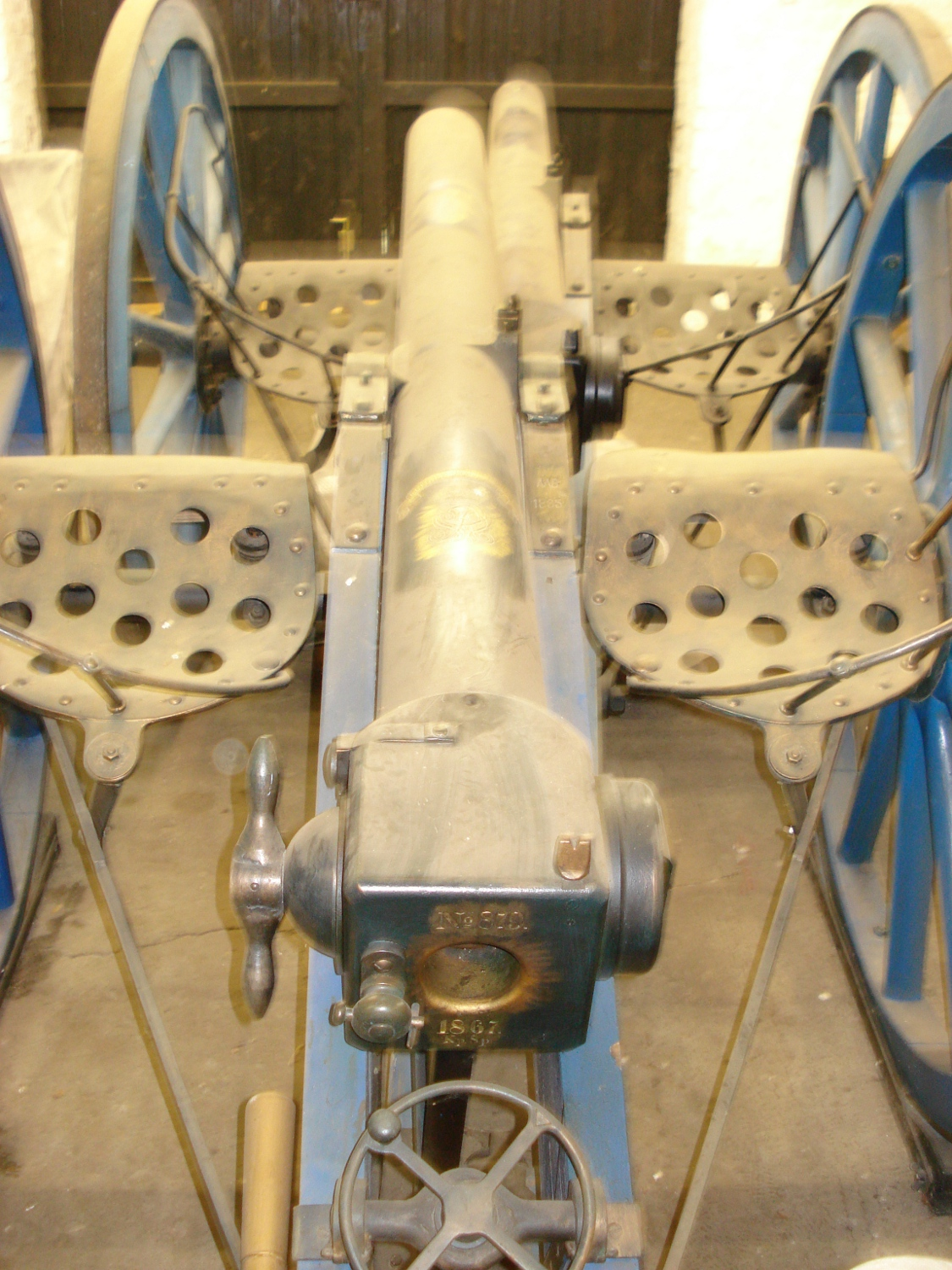
Rückansicht des Verschlusses einer C/64/67

Schnitt durch einen Doppelkeilverschluss C/67

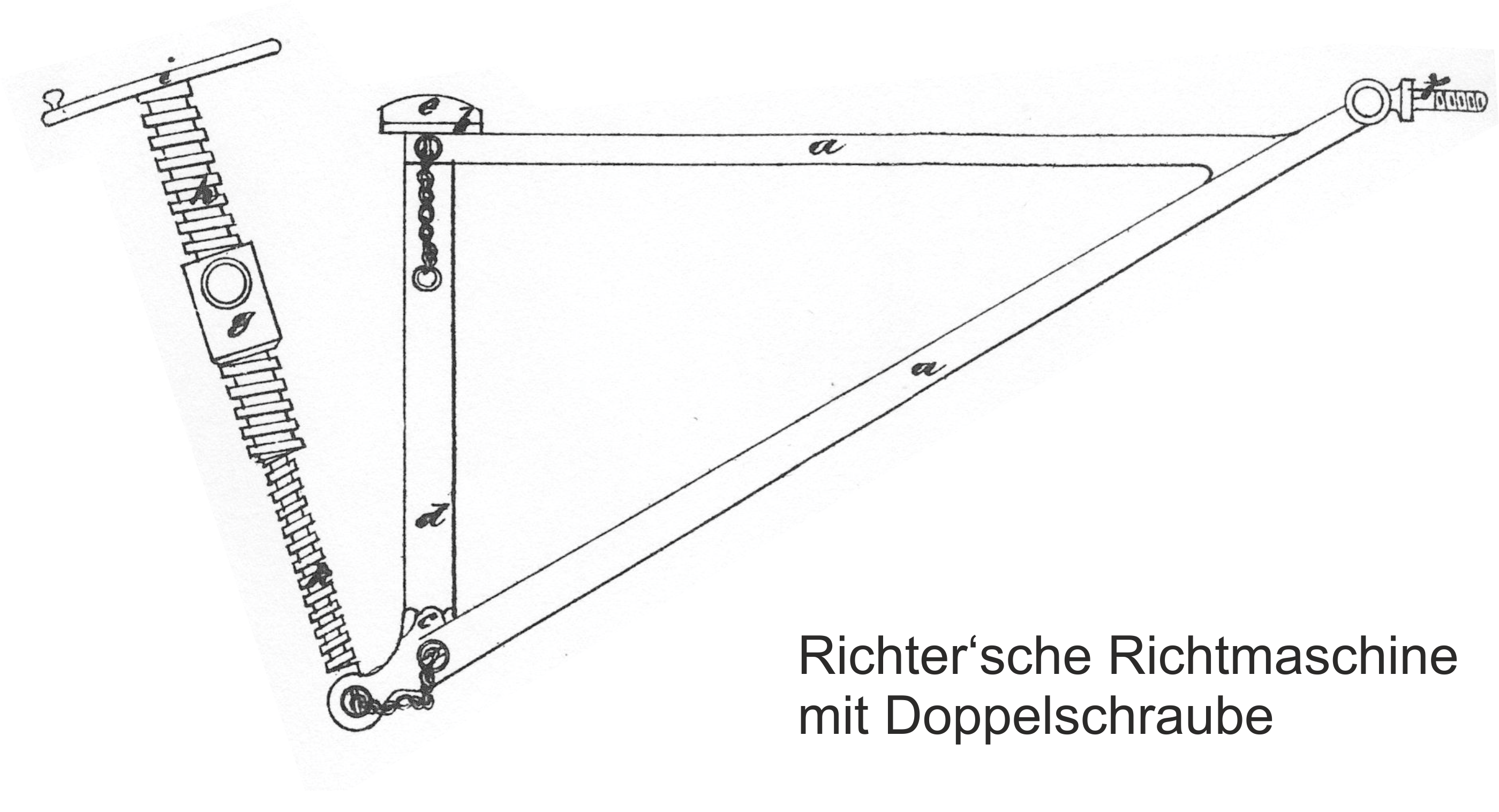
Richtmaschine nach Richter mit Doppelschraube

Die Änderungen betrafen im Wesentlichen den Verschluss sowie einige mit ihm zusammenhängende Details des Rohres. Beim Verschluss übernahm man wieder die annähernd gleich großen Keile von 1862, jedoch mit dem Unterschied, dass jetzt der feste Keil am Ladungsraum anlag und der hintere Keil der bewegliche war. Auch wurde er jetzt mit einem Muttergewinde versehen, in dem die Spindel eingeschraubt wurde. Der hintere Keil erhielt nun an der hinteren Seite eine starke Rundung und wurde auf der Rückseite mit einer Nut für die Ziehklinke versehen. Das Keilloch wurde entsprechend geformt, und es entfielen die hinteren Führungsnuten. Im vorderen Keil war ebenso wie beim Verschluss C/64 eine Ausdrehung für eine Stahlscheibe vorgenommen worden. Diese war in zwei Ausführungen vorhanden, einmal als volle Scheibe und einmal als ausgedrehte Scheibe, geeignet für den Einsatz der Kupfer-Liderung. Gemäß einer Anweisung musste mit der vollen Scheibe geschossen werden. Die Kupfer-Liderung durfte nur benutzt werden, falls keine Pressspanscheiben vorhanden waren. Auf der Spindel war nun eine glockenförmige Haube montiert, welche auf einem Teil ihres Umfanges mit rechteckigen Aussparungen versehen war, in die eine federnd gelagerte Sperrklinke eingreifen konnte und so ein unbeabsichtigtes Öffnen des Verschlusses verhinderte. Der andere Teil der Haube war in seinem Durchmesser reduziert.
Am Rohr wurden ebenfalls Änderungen vorgenommen. So wurde das Rohrgewicht um ca. 26,5 kg erhöht. Als weiteres wurde in der hinteren Fläche des Vierkants eine Bohrung für die Ziehklinke angebracht, dafür entfiel auf der oberen Fläche die Bohrung für die Grenzschraube. Auf der rechten Fläche des Vierkants wurde jetzt ein runder Verschlussrahmen montiert, auf dem eine lederne Verschlusskappe montiert werden konnte. Auf der linken Fläche befand sich jetzt anstelle des Grenzstücks die Sperrklinke mit Sperrfeder und die Grenzschraube.
Ebenfalls neu war die verbesserte Richtmaschine nach Hauptmann Richter. Die Kurbel wirkte nicht mehr direkt auf eine Schraube unter dem Geschützrohr, sondern über eine Doppelschraube auf eine Wiege, auf der das Geschützrohr auflag. Das Richten wurde durch die Wiege erleichtert und sein Zeitbedarf um die Hälfte reduziert.
Das Zubehör wie Lafette und Protze entsprach weitestgehend dem Material C/64.
Die 4-Pfünder-Feldkanone wurde von der 8-cm-Stahlkanone C/73 abgelöst. Die vorhandenen Bestände wurden an die Festungsartillerie abgegeben und kamen dort mit der Kasematten-Rahmenlafette C/73 zum Einsatz.
Der Ladevorgang der C/67 spielte sich folgendermaßen ab:
1. Anheben der Sperrklinke bzw. Ziehklinke
2. Drehen der Glockenhaube mittels der Kurbel, bis diese mit ihrer im Durchmesser reduzierten Seite frei unter der Grenzschraube liegt.
3. Herausziehen des Verschlusses. Das kalibergroße Loch des Verschlusses ist nun deckungsgleich mit der Seelenachse des Rohres.
4. Einschieben der Granate und der Pulverbeutel.
5. Hineinschieben des Verschlusses und Drehen der Kurbel im Uhrzeigersinn. Der Doppelkeilverschluss dichtet das Kartuschlager des Geschützes gasdicht ab.
6. Einstecken der Schlagröhre (oder der Reibzündschraube).
7. Das Geschütz ist feuerbereit.

## Technische Daten
- Kaliber: 3 Zoll = 7,85 cm
- Rohrlänge: 74 Zoll = 1,935 m
  - Länge des gezogenen Teils: 57,85 Zoll
  - Länge des Übergangskonus: 2,0 Zoll
  - Länge des Ladungsraumes: 8,2 Zoll
- Züge: Der 4-Pfünder hatte 12 Keilzüge. Die Breite betrug am Ladungsraum 0,675 Zoll und an der Mündung 0,515 Zoll, bei einer Tiefe von 0,05 Zoll. Die Felder waren 0,11 bzw. 0,27 Zoll breit. Der Drall betrug 12 Fuß bei einem Drallwinkel von 3° 45'.
- Höhenrichtbereich: −8°/ 13 1/2°
- Seitenrichtbereich: 0° (Es wurde mit dem gesamten Geschütz gerichtet)
- Munitionstyp/Gewicht:[8]
  - Granate von 8,75 Pfund Gewicht (Eisenkern, Weichbleimantel, 10 Lot Sprengladung, Aufschlagzünder);
  - Kartätsche von 7,5 Pfund Gewicht, gefüllt mit 48 Zinkkugeln zu je 3 Lot gr.
  - Schrapnelle waren noch nicht verfügbar.
- Ladung: Geschossen wurde in der Regel mit 500 gr. Geschützpulver im Kartuschbeutel. Für den sogenannten hohen Bogenschuss standen auch Kartuschen mit 0,25 und 0,5 Pfund zur Verfügung
- Mündungsgeschwindigkeit: 341 m/s
- Höchstschussweite: Granate 3450 m, Kartätsche 450–500 m
- Gewicht: Es muss hierbei zwischen den sogenannten leichten und den reitenden Batterie unterschieden werden. Die genannten Gewichte gelten für die leichten Batterien. Das Geschütz der leichten Batterien wog komplett ausgerüstet: ca. 1997 kg.[9]
  - Rohrgewicht einschließlich Verschluss: ca. 301,5 kg.
  - Gewicht der leeren Lafette ohne Rohr: ca. 450 kg.
  - Gewicht der kriegsmäßig ausgerüsteten Lafette einschließlich Rohr: ca. 785,5 kg.
  - Gewicht der leeren Protze: ca. 425,5 kg.
  - Gewicht der kriegsmäßig ausgerüsteten Protze: ca. 786,5 kg.
  - Gewicht der unmittelbar auf Lafette und Protze aufgesessenen Mannschaft (5 Personen): 425 kg[10]